# Republikanische Garde (Syrien)
Die Republikanische Garde (arabisch الحرس الجمهوري السوري al-Ḥaras al-ǧumhūrī as-sūrī), auch bekannt als Präsidentengarde, ist eine Elitedivision der Streitkräfte Syriens. Die Zentrale befindet sich auf dem Dschebel Qasiun. Ihre Hauptaufgabe ist es, die Hauptstadt Damaskus vor jeglicher „fremder Bedrohung“ zu schützen. Bis zum Ausbruch des Bürgerkrieg in Syrien hatte sie eine Personalstärke von 25.000 Mann. Sie war darüber hinaus wegen der ihr nachgesagten starken Loyalität gegenüber der Familie al-Assad die einzige Militäreinheit, der es erlaubt war, sich in der Hauptstadt bewaffnet aufzuhalten.
Die Garde wurde 1976 gegründet, als im Zuge des libanesischen Bürgerkriegs und der anschließend folgenden Stationierung syrischer Truppen im Libanon islamistische und palästinensische Gruppierungen Attentate auf syrische Politiker und Militärs durchführten. Der erste Kommandeur der Garde, Generalmajor Adnan Machluf, befehligte die Brigade seit der Gründung bis ins Jahr 1997. Machluf gehört einer Milliardärsfamilie an, die in Verwandtschaft zu Anisa Machluf, der Ehefrau von Hafiz al-Assad, steht und dem erweiterten Familienkreis der al-Assad-Familie zugerechnet wird. Die Machlufs gehören ebenso wie die Assads der Minderheit der Alawiten (Nuṣairiyūn) an. Sie stammen aus dem Haddadin-Stamm. Machluf stand in direktem Kontakt zu Hafiz al-Assad, insbesondere in den 80er Jahren verübte er zahlreiche Menschenrechtsverletzungen wie ethnische Verfolgungen, Folter und Mord. Zu den erweiterten Aufgaben der Garde gehört es, die Familien der hohen Regierungsmitglieder zu schützen. Baschar al-Assad diente einst selber als Oberst in der Garde. Aktuell wird die Garde von Mahir al-Assad, dem Bruder von Baschar al-Assad, kommandiert. Dieser gilt als besonders rücksichtslos beim Niederschlagen der Aufstände, unter anderem tauchte ein Video auf, in dem er während der Proteste 2011 in Damaskus persönlich auf unbewaffnete Demonstranten schießt.
Die Garde verfügt über zahlreiche mechanisierte Brigaden, Artillerieregimenter, Luftlandeeinheiten und Luftabwehr-Regimenter. Sie gelten neben den Tiger-Kräften als effizienteste und am besten ausgestattete Spezialkraft innerhalb des syrischen Militärs, ihrer Mitglieder gehören wie die Assad-Familie fast ausschließlich der Minderheit der Alawiten an. Laut Manaf Tlas, einem desertierten General der Garde, macht diese Loyalität unter den Alawiten einen Putsch in Syrien praktisch unmöglich.
Zu Beginn des Bürgerkrieges hielt die Garde sich aus dem Konflikt heraus. Nach zahlreichen Verlusten durch gefallene, übergelaufene oder kapitulierende Soldaten des syrischen Heeres griff sie ein, zum ersten Mal im Juni 2012 in den Vororten der Hauptstadt Qudsaya und al-Hamah. Es gibt auch Berichte, denen zufolge die 4. Brigade der Republikanischen Garde bereits im Juni 2011 bei einem Großangriff auf Dschisr asch-Schughur beteiligt gewesen sei. Im Verlaufe des Krieges kämpfte die Garde in immer mehr Orten im Land. Human Rights Watch und Amnesty International werfen der Garde zahlreiche Menschenrechtsverletzungen und Kriegsverbrechen vor. Bei einer Operation im Juni 2013 in Damaskus soll die Garde Kinder als „menschliche Schutzschilde“ benutzt haben und Häuser in dem Viertel in die Luft gesprengt haben, als noch Menschen, vermeintliche Aufständische sich darin aufhielten. Auch kam es zu zahlreichen Hausdurchsuchungen, die Operation löste eine größere Flüchtlingswelle in die Türkei aus. Die Garde setzte Panzer und Artillerie innerhalb der Stadt ein.
Bei der Deir-ez-Zor-Offensive war die Garde mit über 400 Mann im Einsatz. Im Februar 2017 sollen Mitglieder der Garde bei einem Feuergefecht mit Truppen der Freien Syrischen Armee bei der türkischen Operation Schutzschild Euphrat beteiligt und getötet worden sein.
Seit dem Beginn des Bürgerkrieges wurden mindestens vier Kommandeure der Garde getötet oder verwundet, zuletzt der drusische Generalmajor Issam Zahreddine am 18. Oktober 2017; er starb bei der Deir-ez-Zor-Offensive durch eine Landmine.